# Leptopsylla nana
Leptopsylla nana är en loppart som beskrevs av Anatol I. Argyropulo 1946. Leptopsylla nana ingår i släktet Leptopsylla och familjen smågnagarloppor. Inga underarter finns listade i Catalogue of Life.